# Рогов, Леонид Викторович
Леони́д Ви́кторович Ро́гов (1 декабря 1949 — 5 октября 2020) — российский дипломат. Чрезвычайный и полномочный посол (2013).

## Биография
Окончил факультет международных отношений МГИМО МИД СССР (1972) и Дипломатическую академию МИД СССР (1991). На дипломатической работе с 1972 года.
- В 1991—1994 глдах — заведующий отделом Департамента Ближнего Востока и Северной Африки МИД России.
- В 1994—1999 годах — советник-посланник России в Йемене.
- С октября 2002 по январь 2003 года — заместитель директора Департамента Ближнего Востока и Северной Африки МИД России.
- С 21 января 2003 по 15 августа 2008 года — чрезвычайный и полномочный посол Российской Федерации в Мавритании[2][3].
- С 2009 года по март 2011 года — заместитель директора Департамента Ближнего Востока и Северной Африки МИД России.
- С 29 октября 2010 по 18 января 2016 года — чрезвычайный и полномочный посол Российской Федерации в Кот-д’Ивуаре[4][5].
- С 11 февраля 2011 по 18 января 2016 года — чрезвычайный и полномочный посол Российской Федерации в Буркина-Фасо по совместительству[6][5].

## Награды
- Знак отличия «За безупречную службу» XXX лет (20 апреля 2010) — За большой вклад в реализацию внешнеполитического курса Российской Федерации и многолетнюю добросовестную работу[7].

## Дипломатический ранг
- Чрезвычайный и полномочный посланник 2 класса (1 апреля 1994)[8]
- Чрезвычайный и полномочный посланник 1 класса (7 мая 2005)[9]
- Чрезвычайный и полномочный посол (23 апреля 2013)[10]